# Колючий бандикут
Колючий бандикут (Echymipera) — рід сумчастих ссавців із порядку бандикутоподібних. Живуть на Новій Гвінеї та прилеглих островах, а також на півострові Кейп-Йорк в Австралії.

## Морфологічна характеристика
Як усі бандикутоподібні має подовжену мордочку. Вуха малі. Роду притаманне грубий, колючий волосяний покрив, який зверху забарвлений у червонуватий, коричнюватий або чорний колір. Нижня сторона світліша, сіра або світло-коричнева. Довжина тіла від 20 до 50 сантиметрів, довжина хвоста від 5 до 13 сантиметрів, вага від 500 до 2000 грамів.

## Середовище проживання
Середовищем проживання є тропічні ліси, до 2000 метрів над рівнем моря.

## Стиль життя
Це солітарні тварини. Вдень сплять у гніздах з листя, трави та гілок між стовбурами, у хащах чи в норах на землі. Всеїдні; споживають плоди, комах, черв'яків і равликів. Самиці можуть народжувати до трьох разів на рік. Народжується від 1 до 3 дитинчат.
Знищення середовища проживання та, меншою мірою, полювання задля м'яса є основними загрозами.

## Види
- Echymipera clara
- Echymipera davidi
- Echymipera echinista
- Echymipera kalubu — колючий бандикут плоскоголчастий
- Echymipera rufescens — колючий бандикут товстоголовий